# Mars Sample Return
A missão Mars Sample Return seria uma missão para coletar amostras de rocha e poeira de Marte e envia-las à Terra para análise. Um projeto conjunto entre a NASA e a ESA, tem seu possível lançamento durante a Década de 2010.

## Missão proposta
O cenário da missão entre NASA/ESA dependerá da data de lançamento e de desempenho do lançador. Antes de 2018, apenas os lançadores Ariane 5 e EELV estão disponíveis, enquanto que após 2018, o Ares V deverá estar disponível. 
A missão é composta de um orbiter(pt:orbitador), um aterrissador e, possivelmente, um rover (pt:andador). O orbiter é projetado para oferecer ao aterrissador/rover ir a Marte e enviar pedras de volta  a Terra para análise. 
O rover tem por objetivo principal o recolhimento de amostras de rochas utilizando vários instrumentos fornecidos pelos cientistas da NASA e ESA. Se o rover for cancelado, aterrissador possivelmente iria ter um braço robótico e/ou uma mão para recolher amostras. Mas aterrissador também poderia ter uma máquina de perfuração para colher amostras a partir do interior marciano.

## Uso científico
O retorno de amostras de Marte seria benéfica para a ciência, permitindo serem feitos pesquisas e exames que não poderiam ser realizados em Marte. Além disso, a presença de amostras na Terra permitiria o desenvolvimento de equipamentos científicos para serem usados em amostras armazenadas, até mesmo anos e décadas após o regresso da missão.